# Sing Loud, Sing Proud
Sing Loud, Sing Proud är ett album av den amerikanska musikgruppen Dropkick Murphys. Albumet släpptes 2001.

## Låtlista
1. For Boston
2. The Legend of Finn MacCumhail
3. Which Side Are You On?
4. The Rocky Road to Dublin
5. Heroes of Our Past
6. Forever
7. The Gauntlet
8. Good Rats
9. The New American Way
10. The Torch
11. The Fortunes of War
12. A Few Good Men
13. Ramble And Roll
14. Caps And Bottles
15. The Wild Rover
16. The Spicy McHaggis Jig